# Luther – Sein Leben, Weg und Erbe
Luther – Sein Leben, Weg und Erbe ist ein Dokumentarfilm aus dem Jahr 2005, der unter der Regie von Thomas Mewes entstand.

## Inhalt
Der Film beginnt mit Martin Luthers Geburt im Jahre 1483 und beschreibt darauf folgend dessen Leben in chronologischer Ordnung, bis zu seinem Tod im Jahre 1546. Die Orte seines Wirkens, beispielsweise Eisleben, die Stadt seiner Geburt, Eisenach, die Stadt, in der er zur Lateinschule ging und später ins Kloster eintrat, Erfurt, wo er studierte sowie Wittenberg, die Stadt, in der er den Großteil seines Lebens verbrachte, werden schrittweise eingeführt. Daneben orientiert sich der Film an der Handlung des Films Luther von Eric Till. So stellt sich die Dokumentation als eine diesen Film begleitende Dokumentation dar.

## Hintergrund
Der Film wurde von der NFP teleart in Zusammenarbeit mit digital images hergestellt. Die Mitteldeutsche Medienförderung (MDM) unterstützte das Projekt.
Als Erzähler fungierte Christian Brückner. Bei der Zusammenstellung des Films wurden äußerst viele Filmausschnitte aus der NFP Teleart Produktion Luther verwendet. So sind Joseph Fiennes als Martin Luther, Jonathan Firth als Girolamo Aleander, Alfred Molina als Johann Tetzel, Claire Cox als Katharina von Bora, Sir Peter Ustinov als Friedrich der Weise, Bruno Ganz als Johann von Staupitz, Benjamin Sadler als Georg Spalatin sowie der Regisseur Eric Till zu sehen. Gleichzeitig enthält die Dokumentation kleine Interviews dieser Schauspieler. Außerdem wurden Friedrich Schorlemmer, Dr. Margot Käßmann sowie Steffen Rhein interviewt. Gedreht wurde für den Film in Augsburg, Bad Frankenhausen, Coburg, Eisenach, Eisleben, Erfurt, Halle an der Saale, Jüterbog, Magdeburg, Mansfeld, Schmalkalden, Torgau, Wittenberg und Worms.
Der Film wurde bisher nicht im Fernsehen ausgestrahlt und nur auf DVD veröffentlicht. Auf DVD ist der Film zum einen separat und teilweise als zusätzliche DVD bei der DVD-Veröffentlichung des Spielfilms Luther enthalten. Die DVD der Dokumentation enthält neben der deutschen zusätzlich noch eine englische Tonspur.

## Medien
- DVD: Luther – Sein Leben, Weg und Erbe – VZ-Handelsgesellschaft mbH
- DVD: Luther (Book Edition, 2 Disc Special Edition) – Universal/DVD
- DVD: Luther (2 Disc Special Edition) – Universal/DVD